# Carayaca (paroisse civile)
Pour les articles homonymes, voir Carayaca.
Carayaca est l'une des onze paroisses civiles de la municipalité de Vargas dans l'État de La Guaira au Venezuela. Sa capitale est Carayaca.

## Géographie

### Démographie
Hormis sa capitale Carayaca, la paroisse civile possède plusieurs localités :
- Carayaca
- Chichiriviche de la Costa
- El Raizudo
- El Sapo
- El Tigre
- Las Salinas
- Los Rastrojos
- Oricao
- Puerto Carayaca
- Puerto Cruz
- Puerto Maya
- San Miguel
- Taguao
- Yagrumal